# لیبرتو بلتران
لیبرتو بلتران (انگلیسی: Liberto Beltrán؛ زادهٔ ۲۶ دسامبر ۱۹۹۶) بازیکن فوتبال اهل اسپانیا است.
از باشگاه‌هایی که در آن بازی کرده‌است می‌توان به باشگاه فوتبال الچه اشاره کرد.